# Jeżyce (województwo zachodniopomorskie)
Jeżyce (do 1945 niem. Altenhagen) – wieś w Polsce położona w województwie zachodniopomorskim, w powiecie sławieńskim, w gminie Darłowo nad Grabową.
Według danych z 28 września 2009 roku wieś miała 276 stałych mieszkańców.
W latach 1975–1998 miejscowość położona była w województwie koszalińskim.